# Hochbunker Riesenfeldstraße

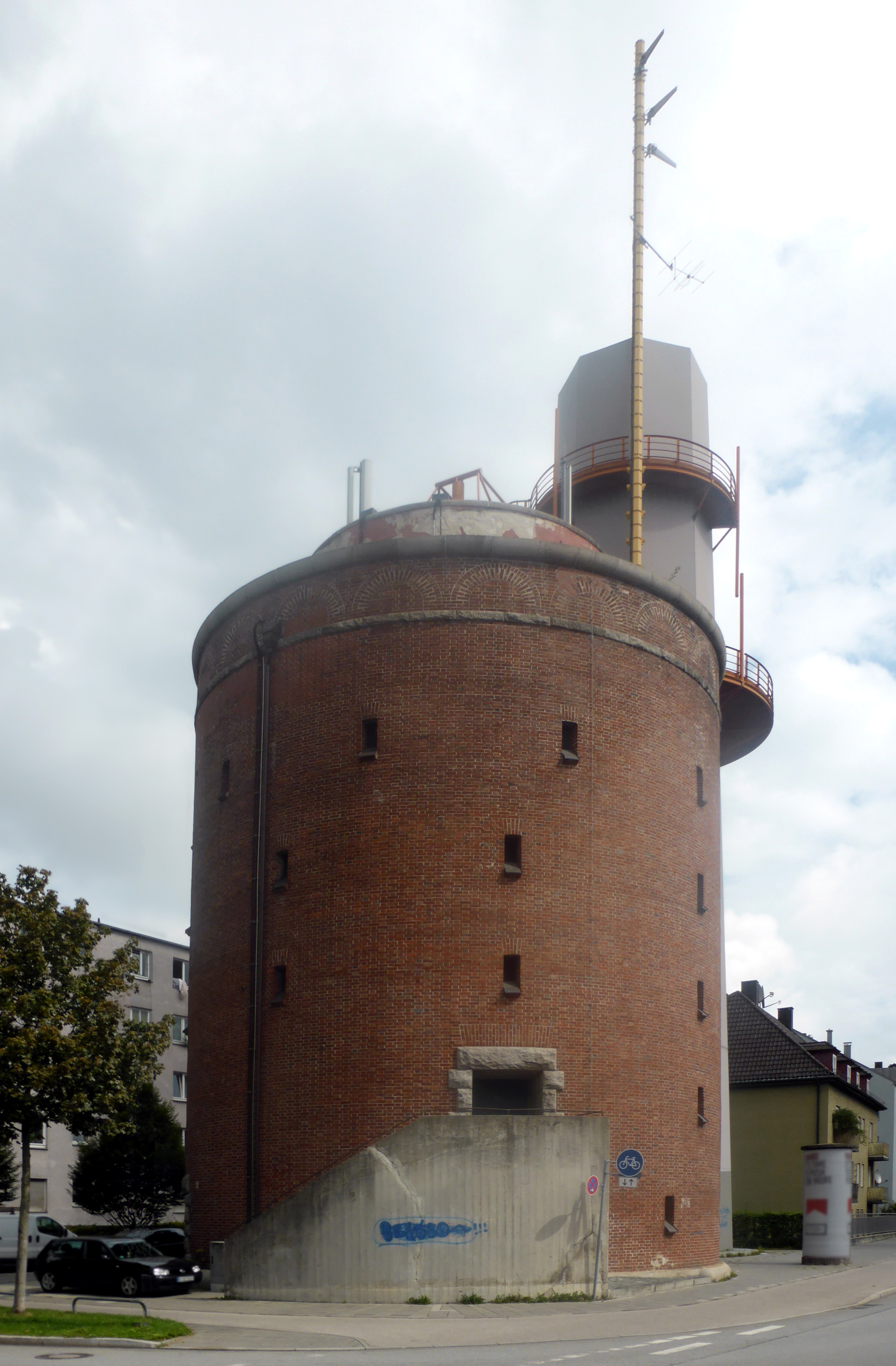
Hochbunker Riesenfeldstraße

Der Hochbunker Riesenfeldstraße ist ein 1941 errichteter Hochbunker an der Riesenfeldstraße 2 Ecke Petuelring im Münchner Stadtbezirk Milbertshofen-Am Hart.

## Beschreibung
Der freistehende fünfgeschossige Rundturm mit einem Flachdach und Flakterrasse wurde 1941 nach Plänen von Karl Meitinger vom Bauunternehmen Gebrüder Rank auf dem damaligen Flugplatz Oberwiesenfeld errichtet. 
Er ist baugleich mit dem Hochbunker Lerchenauer Straße. Die Verblendung wurde hier jedoch als Sichtziegelmauerwerk, die Zugänge mit Natursteinwänden gestaltet. Der Bunker bot Schutzplätze für 448 Personen. 
2001 wurde ein 35 m hoher Abluftkamin für den Petueltunnel angebaut. Der Hochbunker wird heute vom Münchner Baureferat zur Wartung des Abluftkamins genutzt. 